# جورج هويل (سياسي)
جورج هويل (بالإنجليزية: George Howell)‏ هو محامي وسياسي أمريكي، ولد في 28 يونيو 1859 في الولايات المتحدة، وتوفي في 19 نوفمبر 1913 في نفس البلد. حزبياً، نشط في الحزب الديمقراطي. وقد انتخب عضو مجلس النواب الأمريكي.